# カイル・ジマー
カイル・ジョゼフ・ジマー（Kyle Joseph Zimmer, 1991年9月13日 - ）は、アメリカ合衆国カリフォルニア州サンディエゴ市ラホヤ出身のプロ野球選手（投手）。右投右打。MLBのシンシナティ・レッズ傘下所属。
弟のブラッドリー・ジマーもプロ野球選手（外野手）である。

## 経歴

### プロ入りとロイヤルズ時代
2012年のMLBドラフト1巡目（全体5位）でカンザスシティ・ロイヤルズから指名され、6月7日に契約した。ルーキー級アリゾナリーグ・ロイヤルズでプロデビューし、3試合に登板。1勝0敗、防御率0.90、13奪三振と好投し、7月24日にA級ケーンカウンティ・クーガーズへ昇格した。A級ケーンカウンティでは6試合に登板して2勝3敗、防御率2.43、29奪三振を記録した。
2013年はまずA+級ウィルミントン・ブルーロックスでプレーし、18試合に登板して4勝8敗、防御率4.82、113奪三振を記録した。7月19日にAA級ノースウエストアーカンソー・ナチュラルズへ昇格した。昇格後は上腕二頭筋の故障で4試合の登板にとどまったが、2勝1敗、防御率1.93、27奪三振を記録した。
2014年は右広背筋の故障で開幕から離脱し、5月27日には6週間から8週間の離脱が発表された。
2015年11月20日にルール・ファイブ・ドラフトでの流出を防ぐために40人枠入りした。
2016年もメジャーデビューはならず、マイナーでもA+級ウィルミントンとAA級ノースウエストアーカンソーで計3試合の先発登板に留まったが、防御率1.59を記録した。
2017年もメジャー昇格はならず、AA級ノースウエストアーカンソーとAAA級オマハ・ストームチェイサーズで計3試合の先発登板に留まり、防御率も5.79だった。
2018年3月28日にDFAとなった後、4月3日に一旦自由契約となったものの、6日にロイヤルズとマイナー契約を結んだ。この年は右腕と右肩を痛めて全休した。オフにFAとなったが、2019年1月4日にメジャー契約（メジャーに在籍するか否かで年俸が変わるスプリット契約）で再契約した。
2019年シーズンの開幕はメジャーで迎え、31日のシカゴ・ホワイトソックス戦でメジャーデビュー。この年は15試合に登板して0勝1敗、防御率10.80、18奪三振を記録した。
2020年は16試合（先発1試合）に登板して1勝0敗、防御率1.57、26奪三振を記録した。
2021年は52試合（先発2試合）に登板して4勝1敗2セーブ、防御率4.83、46奪三振を記録した。また、この年はクリーブランド・インディアンス所属の弟ブラッドリーとの兄弟対決も実現し、9月27日の対戦では本塁打を献上した。この打席結果は45年ぶり4組目のことであった。オフの11月19日にDFAとなり、24日に自由契約となった。

### レッズ傘下時代
2022年3月19日にシンシナティ・レッズとマイナー契約を結んだ。

## 詳細情報

### 年度別投手成績
| 年 度    | 球 団    | 登 板 | 先 発 | 完 投 | 完 封 | 無 四 球 | 勝 利 | 敗 戦 | セ 丨 ブ | ホ 丨 ル ド | 勝 率 | 打 者 | 投 球 回 | 被 安 打 | 被 本 塁 打 | 与 四 球 | 敬 遠 | 与 死 球 | 奪 三 振 | 暴 投 | ボ 丨 ク | 失 点 | 自 責 点 | 防 御 率 | W H I P |
| -------- | -------- | ----- | ----- | ----- | ----- | -------- | ----- | ----- | -------- | ----------- | ----- | ----- | -------- | -------- | ----------- | -------- | ----- | -------- | -------- | ----- | -------- | ----- | -------- | -------- | ------- |
| 2019     | KC       | 15    | 0     | 0     | 0     | 0        | 0     | 1     | 0        | 0           | .000  | 102   | 18.1     | 28       | 2           | 19       | 0     | 0        | 18       | 2     | 0        | 22    | 22       | 10.80    | 2.56    |
| 2020     | KC       | 16    | 1     | 0     | 0     | 0        | 1     | 0     | 0        | 0           | 1.000 | 91    | 23.0     | 14       | 0           | 10       | 0     | 1        | 26       | 2     | 0        | 4     | 4        | 1.57     | 1.04    |
| 2021     | KC       | 52    | 2     | 0     | 0     | 0        | 4     | 1     | 2        | 10          | .800  | 223   | 54.0     | 46       | 7           | 30       | 1     | 0        | 46       | 9     | 0        | 32    | 29       | 4.83     | 1.41    |
| MLB：3年 | MLB：3年 | 83    | 3     | 0     | 0     | 0        | 5     | 2     | 2        | 10          | .714  | 416   | 95.1     | 88       | 9           | 59       | 1     | 1        | 90       | 13    | 0        | 58    | 55       | 5.19     | 1.54    |

- 2021年度シーズン終了時

### 年度別打撃成績
| 年 度    | 球 団    | 試 合 | 打 席 | 打 数 | 得 点 | 安 打 | 二 塁 打 | 三 塁 打 | 本 塁 打 | 塁 打 | 打 点 | 盗 塁 | 盗 塁 死 | 犠 打 | 犠 飛 | 四 球 | 敬 遠 | 死 球 | 三 振 | 併 殺 打 | 打 率 | 出 塁 率 | 長 打 率 | O P S |
| -------- | -------- | ----- | ----- | ----- | ----- | ----- | -------- | -------- | -------- | ----- | ----- | ----- | -------- | ----- | ----- | ----- | ----- | ----- | ----- | -------- | ----- | -------- | -------- | ----- |
| 2019     | KC       | 1     | 0     | 0     | 0     | 0     | 0        | 0        | 0        | 0     | 0     | 0     | 0        | 0     | 0     | 0     | 0     | 0     | 0     | 0        | .000  | .000     | .000     | .000  |
| 2021     | KC       | 3     | 0     | 0     | 0     | 0     | 0        | 0        | 0        | 0     | 0     | 0     | 0        | 0     | 0     | 0     | 0     | 0     | 0     | 0        | .000  | .000     | .000     | .000  |
| MLB：2年 | MLB：2年 | 4     | 0     | 0     | 0     | 0     | 0        | 0        | 0        | 0     | 0     | 0     | 0        | 0     | 0     | 0     | 0     | 0     | 0     | 0        | .000  | .000     | .000     | .000  |

- 2021年度シーズン終了時

### 年度別守備成績
| 年 度 | 球 団 | 投手（P） | 投手（P） | 投手（P） | 投手（P） | 投手（P） | 投手（P） |
| 年 度 | 球 団 | 試 合     | 刺 殺     | 補 殺     | 失 策     | 併 殺     | 守 備 率  |
| ----- | ----- | --------- | --------- | --------- | --------- | --------- | --------- |
| 2019  | KC    | 15        | 0         | 1         | 0         | 0         | 1.000     |
| 2020  | KC    | 16        | 2         | 4         | 0         | 1         | 1.000     |
| MLB   | MLB   | 31        | 2         | 5         | 0         | 1         | 1.000     |

- 2020年度シーズン終了時

### 背番号
- 45（2019年 - 2021年）